# Tambor
Tambor či tambur označuje vojenského bubeníka. V češtině je toto slovo pokládáno za zastaralé. Mezi příbuzná slova patří tamburína nebo taburet.

## Původ slova
Samotné slovo se do českého jazyka dostalo z němčiny a francouzštiny, kde má slovo Tambour stejný význam. Ve staré francouzštině původně označovalo pouze buben, rozšířený význam v podobě bubeníka dostalo až později. Původně arabské (ṭunbūr) bylo převzato do portugalštiny. Původ slova je zřejmě v perském slově tabir, které označuje kotel nebo tympán.